# Liupanshui
Liupanshui (六盘水 ; pinyin : Liùpánshuǐ) er et bypræfektur i den kinesiske provins Guizhou. Det blev grundlagt i 1978 og har omkring 251.900 indbyggere i selve byen, men hele Liupanshui havde i 2006 2.830.000 indbyggere , og var den næst største by i Guizhou. Arealet er på 9.926 km².

## Administrative enheder
Liupanshui består af:
- Bydistriktet Zhongshan – 钟山区 Zhōngshān Qū ;
- Amtet Pan – 盘县 Pán Xiàn ;
- Amtet Shuicheng – 水城县 Shuǐchéng Xiàn ;
- Særområdet Liuzhi – 六枝特区 Liùzhī Tèqū.